# Tetraconcha
Genre
Tetraconcha est un genre de sauterelles africaines de la famille des Tettigoniidae.

## Répartition
Ce genre est présent en Afrique tropicale.

## Taxinomie
Le nom valide complet (avec auteur) de ce taxon est Tetraconcha Karsch, 1890. Tetraconcha fenestrata Karsch, 1890 est l'espèce type.
Tetraconcha a pour synonyme :
- Tellidia Bolívar, 1893

### Liste des espèces
Selon Orthoptera Species File (5 mars 2025) :
- Tetraconcha supersp. smaragdina Massa, 2017
  - Tetraconcha annoyeri Massa, 2017
  - Tetraconcha aristophanousi Massa, 2017
  - Tetraconcha fijalkowskii Massa, 2017
  - Tetraconcha loubesi Massa, 2017
  - Tetraconcha morettoi Massa, 2017
  - Tetraconcha ndokiensis Massa, 2017
  - Tetraconcha omonomai Massa, 2017
  - Tetraconcha smaragdina Brunner von Wattenwyl, 1891
- Tetraconcha banzyvilliana Griffini, 1909
- Tetraconcha bicolor Gorochov, 2023
- Tetraconcha danflousi Massa, 2017
- Tetraconcha danielae Massa, 2025
- Tetraconcha fenestrata Karsch, 1890
- Tetraconcha fusca Massa, 2021
- Tetraconcha fuscopunctata Massa, 2025
- Tetraconcha laszloi Massa, 2023
- Tetraconcha longipes (Bolívar, 1893)
- Tetraconcha maculosa Massa, 2023
- Tetraconcha perezi Massa, 2017
- Tetraconcha ruzzieri Massa, 2017
- Tetraconcha stichyrata Karsch, 1890
  - =Tetraconcha scalaris Brunner von Wattenwyl, 1891
- Tetraconcha unicolor Gorochov, 2023

### Publication originale
- (de + la) F.A.F. Karsch, « Orthopterologische Mitteilungen 4. Ueber Phaneropteriden », Entomologische Nachrichten, vol. 16,‎ 1890, p. 61 (lire en ligne , consulté le 5 mars 2025)